# عبد السلام بن طاهر الساسي
عبد السلام بن طاهر الساسي، أديب سعودي، من أوائل أدباء الحجاز، ولد في المدينة المنورة لأب عالم وبليغ عام 1917، وتلقى تعليمه في كلاً من المدينة ومكة المكرمة وجدة، وهو شقيق الطيب بن طاهر الساسي أحد مؤسسي النهضة الأدبية في المملكة، وشقيق لعبد الله بن طاهر الساسي، أحد مؤسسي كلية المعلمين في مكة المكرمة، كان لوالده حلقة علم في المسجد النبوي، ومنها أخذ عبد السلام وشقيقاه أساسيات العلم، ثم التحق بمدرسة الفلاح، وتتلمذ فيها على يد بعض الأساتذة منهم محمد حسن عواد، وكان هذا الأخير وأمثاله من الرواد سبباً لولع عبد السلام بالأدب والأدباء، فكان يروي عنهم في الصحف والبرامج الإذاعية، وتنقل بين عدد من الوظائف، فعمل بداية مشواره المهني في شركة الزيت بالمنطقة الشرقية، ثم عمل في وزارة المالية السعودية، وانتهى أخيراً للعمل في إدارة مشروع الحرم المكي حتى تقاعده، ليعمل بعدها سكرتيراً في نادي مكة الأدبي.
كان راوية لنتاج الرواد من كبار وأوائل الأدباء، فقد أصدر كتباً جمعت التراث النثري والشعبي لبعض الأدباء مرفقة بسير حياتهم، وتميز بدقته في التوثيق، وهو صاحب سلسلة (شعراء الحجاز في العصر الحديث)، كما أنه أصدر موسوعة جامعة وشاملة بعنوان (الموسوعة الأدبية) ضم فيها أسماء أدباء السعودية وسيرهم وأعمالهم، إلى جانب مشاركاته في الصحف السعودية والإذاعة، وفي عام 1974م تم اعتماده كرائد من رواد الأدب السعودي، ضمن المؤتمر الأول للأدباء السعوديين، وذلك قبل وفاته بنحو 3 سنوات؛ إذ توفي عبد السلام الساسي في 21 ديسمبر 1980م.

## نسبه
هو عبد السلام بن طاهر بن محمد الساسي بن قويدر، ويرجع نسبه إلى بني سليم بن منصور، الذين خرجوا للجهاد من المدينة المنورة لينتشروا في مناطق عربية مختلفة ويستوطنون كلاً من المغرب العربي، السودان، ومصر، وقد جاء والده طاهر الساسي من منطقة الجريد في إقليم تونس.

## مؤلفاته
1- الشعراء الثلاثة في الحجاز: محمد حسن عواد، حمزة شحاتة، أحمد قنديل. أُصدر الكتاب عام 1949م، وهو أول وآخر مصدر لأهم الأدباء في ذلك الوقت.
2- نفثات. كان كتاباً مشتركاً بين عبد السلام الساسي وكلاً من هاشم زواوي وعلي حسن فدعق.
3- شعراء الحجاز في العصر الحديث. أُصدر عام 1951م.
4- في ظلال الصراحة. مجموعة مقالات في الأدب والنقد، أُصدر عام 1953م.
4- نظرات جديدة في الأدب المقارن وبعض المساجلات الشعرية. أُصدر عام 1957م، وهو مجموع لإجابات عدد من الأدباء وبعض القصائد.
5- الموسوعة الأدبية على ثلاثة أجزاء، في 1968-1974- 1980م.

## بعضاً من قصائده
من قصيدته إلى شباب العصر التي قال فيها:

## وصلات خارجية
- الساسي، عبد السلام طاهر